# Lego Stunt Rally
LEGO Stunt Rally é um jogo de computador lançado em 2000, desenvolvido pela Intelligent Games e distribuído pela LEGO Media, para a plataforma PC. Também apresenta um módulo de construção de pistas de corrida, tanto para o modo de um único jogador, como para desafios multiplayer. Uma das características do jogo é que o jogador controla a aceleração e os freios do veículo, mas o computador cuida da direção, embora os jogadores possam mudar de faixas e influenciar o modo pelo qual viram as esquinas.

## Enredo
Mr. X, um bilionário e multi-campeão de corridas de rally em sua ilha particular, convida quatro pilotos amadores (Lucky, Chip, Barney e Wrench) para competir contra outros quatro pilotos de Stunt Island. Através dos ambientes de cidade, deserto, selva e gelo, o jogador tem de competir com os outros campeões: Radium, o Barão Flambo, Snake e Glacia. Quatro outros desafiantes de todo o mundo também competem: Brad Speedo, Sid Vacant, Megahertz Sandy e Surf. Treze pilotos, quatro ambientes, um campeão! Durante todo o jogo quando os jogadores ganhas corridas desbloqueiam novas funcionalidades para monitorar o modo de construção incluindo upgrades e novos elementos de pista.

## Características
- Faixa etária: 3+
- Número máximo de jogadores: 4
- Jogável em rede: Não
- Gênero: Ação / Aventura / Corridas
- Desenvolvedor: Intelligent Games
- Editor: LEGO Media